# Lalandelle
Lalandelle é uma comuna francesa na região administrativa de Altos da França, no departamento de Oise. Estende-se por uma área de 11,23 km². Em 2010 a comuna tinha 499 habitantes (densidade: 44,4 hab./km²).